# Jim Barnes
Velvet James ''Jim'' Barnes, tambem conhecido como "Bad News", (Tuckerman, 13 de abril de 1941 - Silver Spring (Maryland), 14 de setembro de 2002) foi um basquetebolista profissional estadunidense. Atuava como Ala-pivô e Pivô no alto de seus 2,01m e 109kg. Foi selecionado no Draft da NBA na primeira escolha em 1964 pelo New York Knicks.
Integrou a seleção estadunidense que conquistou a medalha de ouro disputada nos XVIII Jogos Olímpicos de Verão disputados em Tóquio em 1964.
Jim Barnes foi campeão da NBA pelo Boston Celtics na Temporada de 1968–69.